# Нгуен Хоанг-тонг
Нгуен Хоанг-тонг (вьет. Nguyễn Hoằng Tông, тьы-ном 阮弘宗) (8 октября 1885, Хюэ, Протекторат Аннам — 6 ноября 1925, Хюэ, Хюэ, Французский Индокитай) — 12-й император Вьетнама из династии Нгуен, правивший с 18 мая 1916 по 6 ноября 1925 года. Хоанг-тонг был единственным сыном императора Кань-тонга и правил в течение 9 лет (1916—1925). 
Правил под девизом Кхай-динь (вьет. Khải-định, тьы-ном 啓定)). Личное имя — Фук Быу Дао (вьет. Phúc Bửu Đảo, тьы-ном 阮福寶嶹).

## Жизнеописание
До эпохи императора Кхань были эпохи императора Тхань Тхая и императора Дуй Тхана, которые были сосланы французами за сопротивление колониальному режиму. В связи с чем, французы решили возвести на престол Bửu Đảo, так как он был сыном монарха, проялявшего покорность в отношении колониального режима и не поддерживающего любые движения за не зависимость. Nguyễn Phúc Bửu Đảo стал правителем Аннама в 1916 году, после изгнания Дуй Тана (Nguyễn Phúc Vĩnh San) и взял для своего правления имя Khải Định, что означает "предвестник мира и стабильности". По его словам, он хотел восстановить престиж империи, но это оказалось невозможным из-за его тесного сотрудничества с французскими оккупантами. Будучи не довольным своим положением, Khải Định проводил политику тесного сотрудничества с французским правительством и фактически был марионеточным политиком для французских колониальных правителей, выполняя все их указания по приданию "легитимности" французской политике. Из-за этого Кхай-динь очень непопулярен среди вьетнамского народа, население Вьетнама так и называет его - марионеточный правитель. Лидер националистов Фан Чау Тринх обвинял его в том, что он продал свою страну французам и жил в имперской роскоши, в то время как народ эксплуатировался Францией. Нгуйễн Ай Ку (позже известный как Хо Ши Мин) написал пьесу о Кхай-динь под названием "Бамбуковый дракон", в которой высмеивал его, как величественного и церемонного, но бессильного перед манипуляйиями французского правительства.
В то же время вне Вьетнама считается, что Кхай-Динь пытался модернизировать Вьетнамское государство и вошёл в историю как реформатор. Стал первым вьетнамским правителем, который посетил Францию (в 1922 году) с целью защитить автономию Вьетнама или хотя бы возвратить ему статус протектората.
С 1919 года император издал указ о прекращении использования во Вьетнаме китайского языка в качестве официального письменного языка, который был заменен латинизированным вьетнамским.
Непопулярность императора достигла своего пика в 1923 году, когда он разрешил французам повысить налоги для крестьян, часть которых пошла на оплату строительства его дворцовой усыпальницы.
В 1907 году, когда он еще был герцогом Пхенг Хоа, император Khải Định женился на своей первой жене Trương Như Thị Tịnh. Она оставила его в 1915 году и стала монахиней, прежде чем он был возведен на престол. Взойдя на трон, он женился на своей второй жене, Ân phi - супруга благородных кровей Hồ Thị Chỉ (1902-1982), из клана An Truyền Hồ Đắc. Она была дочерью Hồ Đắc Trung, который стал министром народного просвещения Аннама. Единственный сын мператора Khải Định появился от одной из наложниц, Hoàng Thị Cúc (1890-1980). В 1913 году она родила Нгуйễн Фук Вĩнх Тхы (впоследствии император  Bảo Đại). После восхождения Khải Định она получила титул Huệ tần, благородной супруги третьего ранга, позже возведенной в титул Huệ phi, благородной супруги второго ранга.
Исторические записи и исследования утверждают, что император Khải Định, во время своего правления, редко спал со своими женами. Он был очень близок со своим охранником, Нгуйễн Đắc Вọng.
Хоанг-тонг умер в 1925 году от туберкулёза.